# Anathallis nectarifera
Anathallis nectarifera är en orkidéart som beskrevs av João Barbosa Rodrigues. Anathallis nectarifera ingår i släktet Anathallis och familjen orkidéer. Inga underarter finns listade i Catalogue of Life.